# Ultracorpi - L'invasione continua
Ultracorpi - L'invasione continua (Body Snatchers) è un film del 1993 diretto da Abel Ferrara.
È il terzo adattamento cinematografico del romanzo di fantascienza L'invasione degli ultracorpi (The Body Snatchers, 1955) di Jack Finney, dopo L'invasione degli Ultracorpi di Don Siegel (1956) e Terrore dallo spazio profondo di Philip Kaufman (1978). Nel 2007 Oliver Hirschbiegel ha diretto un'ulteriore versione cinematografica del romanzo, Invasion.
Fu presentato in concorso al 46º Festival di Cannes.

## Trama
La famiglia dei Malone si deve trasferire a Ford Daly (Alabama), una base militare, dato che il padre, Steve Malone, è stato incaricato di effettuare una serie di analisi ed accertamenti su alcune sostanze tossiche; ma qui si trovano delle forme aliene vegetali, che uccidono gli umani e li sostituiscono con delle copie senza emotività.